# 菱體新海魴
菱體新海魴為輻鰭魚綱海魴目高的鯛科的其中一種，分布於南半球24°S-48°S海域，屬深海魚類，棲息深度200-1240公尺，體長可達40公分，棲息在大陸坡，屬肉食性，以魚類、甲殼類、頭足類等為食，可做為食用魚。